# Esquerda Galega
Esquerda Galega fou un partit nacionalista gallec d'esquerres.

## Història
Fou fundat en desembre de 1980 en refundar-se el Partido Obreiro Galego, integrant la majoria dels militants de l'autodissolt Partido dos Traballadores de Galicia i a militants procedents del BNPG, Partit Socialista Gallec, Partit Comunista de Galícia i Movemento Comunista de Galicia. Celebrà el seu I Congrés en març de 1981, en el que acceptà el marc constitucional i autonòmic per a la consecució de l'autodeterminació de Galícia.
A les eleccions autonòmiques de 1981 obtingué 33.497 vots (3,32%) i un escó per al seu líder, Camilo Nogueira, que va aconseguir gran protagonisme en la seva actuació en el Parlament de Galícia, encara que el partit patí una forta desfeta a les eleccions generals espanyoles de 1982 amb només 22.310 vots (1,72%).
En 1984 es fusionà amb el Partit Socialista Gallec formant el PSG-EG.

## Eleccions
| Eleccions                                 | Vots   | Percentatge | Escons/Regidors |
| Eleccions al Parlament de Galícia de 1981 | 33,497 | 3'32%       | 1               |
| Eleccions generals espanyoles de 1982     | 22,310 | 1'72%       | 0               |
| Eleccions municipals espanyoles de 1983   | 19.173 | 1,57%       | 22              |